# زمین‌لرزه ۱۹۶۸ ژاپن
زمین‌لرزه ژاپن  در تاریخ ۱ آوریل ۱۹۶۸ میلادی، برابر با ‎۱۲ فروردین ۱۳۴۷، ساعت ۰:۴۲:۰۴ به زمان یوتی‌سی در ژاپن رخ داد. ژرفای این زلزله ۲۹٫۴ کیلومتر بود. بزرگی آن ۷٫۵ در مقیاس Mw اعلام شده‌است. زمین‌لرزه به وقت محلی در روز دوشنبه، ساعت ۹ روی داده و منطقه زمانی آن یوتی‌سی +۹ بوده‌است .
سازمان زمین‌شناسی آمریکا نیز جای این زمین‌لرزه را در مختصات ۳۲°۱۸′شمالی ۱۳۲°۳۰′شرقی / ۳۲٫۳°شمالی ۱۳۲٫۵°شرقی و بزرگی آنرا برابر با ۷٫۵ در مقیاس ریشتر اعلام کرده‌است. ژرفای گزارش شده از سوی این سازمان ۳۰ کیلومتر می‌باشد.
تعداد زخمیان ۱۵ نفر برآورده شده‌است.سونامی نیز در این زلزله گزارش شده‌است.